# Бисмарк (тауншип, Миннесота)
Бисмарк (англ. Bismarck) — тауншип в округе Сибли, Миннесота, США. На 2000 год его население составило 376 человек.

## География
По данным Бюро переписи населения США площадь тауншипа составляет 93,5 км², из которых 93,3 км² занимает суша, а 0,2 км² — вода (0,17 %).

## Демография
По данным переписи населения 2000 года здесь находились 376 человек, 99 домохозяйств и 71 семья.  Плотность населения —  4,0 чел./км².  На территории тауншипа расположено 106 построек со средней плотностью 1,1 построек на один квадратный километр. Расовый состав населения: 99,73 % белых и 0,27 % приходится на две или более других рас.
Из 99 домохозяйств в 36,4 % воспитывались дети до 18 лет, в 68,7 % проживали супружеские пары, в 2,0 % проживали незамужние женщины и в 27,3 % домохозяйств проживали несемейные люди. 22,2 % домохозяйств состояли из одного человека, при том 10,1 % из — одиноких пожилых людей старше 65 лет. Средний размер домохозяйства — 2,73, а семьи — 3,24 человека.
34,8 % населения — младше 18 лет, 8,2 % — в возрасте от 18 до 24 лет, 27,9 % — от 25 до 44, 16,5 % — от 45 до 64, и 12,5 % — старше 65 лет. Средний возраст — 32 года. На каждые 100 женщин приходилось 113,6 мужчин.  На каждые 100 женщин старше 18 приходилось 105,9 мужчин.
Средний годовой доход домохозяйства составлял 29 375 долларов, а средний годовой доход семьи —  38 125 долларов. Средний доход мужчин —  26 154  доллара, в то время как у женщин — 21 250. Доход на душу населения составил 12 727 долларов. За чертой бедности находились 7,7 % семей и 19,2 % всего населения тауншипа, из которых 12,1 % младше 18 и 3,8 % старше 65 лет.